# 三角芳子
三角 芳子（みすみ よしこ、1978年 - ）は、日本の映像作家、アニメーター、イラストレーター、絵本作家。福岡県生まれ。東京藝術大学･大学院卒。（美術学部染織科・映像研究科アニメーション専攻）
「ミスミ ヨシコ」名義でも、NHKの音楽番組「みんなのうた」などのアニメーションの制作や絵本等のイラストなどの活動も行う。

## 作品一覧

### アニメーション

#### みんなのうた
- ◆は、5分間1曲枠の楽曲（ロングのうた）。
- 1.きみのきもち / サトシン&りな（2010年8月・9月放送）
- 2.Smileflower / bump.y（2011年6月・7月放送）
- 3.森の小さなレストラン / 手嶌葵（2023年4月・5月放送）

#### その他
- Googuri Googuri
- 王さまものがたり（NHKプチプチ・アニメ）
- おかあさんといっしょ
  - まほうのとびら
  - もくもくふゆーん
  - いっしょにつくったら
- いないいないばあっ!
  - ワンツー!パンツー!
- えいごであそぼ
  - FOLLOW MY DREAMS
- しまじろうのわお!
  - 豆
- こどもちゃれんじ

### CMアニメ
- 龍角散 - 龍角散劇場
- KPMG

### 絵本
- 魔法の庭へ（2010年、童心社） - 絵
- きみのきもち（2010年、教育画劇） - 絵
- わるいことがしたい!（2012年、講談社） - 絵
- おとうさん! おとうさん!（2014年、ポプラ社） - 絵
- ねがえり ごろん（2017年、講談社） - 絵
- はいはい あかちゃん（2017年、講談社） - 絵
- かおかおばあ (2019年、KADOKAWA)  - 絵
- ぼくのなかには おこりんぼうがいます（2021年、ほるぷ出版） - 絵

### 紙芝居
- おかあさん どこ?（2011年、教育画劇） - 作・絵
- ちゅーとちょーのくだものさがし（2012年、教育画劇） - 作・絵

## 賞歴
- 平山郁夫賞(2000年)
- 国際瀧冨士美術賞(2001年)
- 文化庁メディア芸術祭アニメーション部門 - 審査員推薦作品『王さまものがたり』(2007年、2008年) 、審査員推薦作品『Googuri Googuri』（2010年）
- ask? 映画祭 - 大賞（2010年）
- こどもアニメーションフェスティバル - グランプリ(2010東京)
- TBS DigiCon6 Awards - 銀賞・優秀賞（2010年）
- ひめじ短編映画祭 - 準グランプリ（2010年）
- Etiuda&Anima（英語版）  - 芸術監督賞（2010年）
- メルヘンアニメ・コンテスト - 審査委員特別賞（2010年）